# Leaving Neverland
Leaving Neverland (del inglés: Dejando Neverland) es un 
mocumental dirigido y producido por el cineasta británico Dan Reed. Está centrado en la experiencia de dos hombres, Wade Robson y James Safechuck, quienes alegan que el cantante estadounidense Michael Jackson abusó sexualmente de ellos cuando eran niños.
Es una coproducción entre el canal británico Channel 4 y HBO, que se estrenó el 25 de enero de 2019 en el Festival de Cine de Sundance. El filme fue aclamado por la crítica profesional, siendo posteriormente nominado a cinco premios Emmy. Su exhibición derivó en una fuerte reacción en contra de Jackson por parte de muchos medios, sin embargo la recepción crítica del público fue mixta; muchos declararon que el documental presentaba un punto de vista unilateral y cuestionaron la veracidad de las acusaciones.
La Heredad de Jackson lo condenó tachándolo de "asesinato sensacionalista hacia una persona". También se produjeron protestas entre fanes y el público general. Otro documental, llamado Michael Jackson: Chase the truth, fue lanzado el 13 de agosto de 2019 por Amazon Prime Video; en él se desafían las acusaciones de Leaving Neverland, cuestionando su veracidad.
El 13 de agosto de 2019, se estrenó el documental "Lies of Leaving Neverland" donde se revela un video de Wade Robson declarando en 2016. Allí se muestra tanto a Robson como su madre, Joy Robson, y se afirma que contradicen los alegatos de Leaving Neverland.

## Antecedentes
Previamente, en el año 1993, Michael Jackson fue denunciado por Evan Chandler, padre de un niño de 13 años llamado Jordan, alegando que el artista abusó de su hijo. La denuncia llevó a que se realizaran investigaciones, pero el caso fue resuelto con un acuerdo financiero entre las partes.
El 16 de enero de 2004, llegó la segunda y última acusación en vida de Jackson. Se le acusó de haber abusado sexualmente de un niño llamado Gavin Arvizo. La decisión fue tomada el 13 de junio de 2005 declarando no culpable al artista. Más tarde, Janet Arvizo, la madre del menor, fue acusada de cometer fraude al estado al no revelar que había recibido dinero de un acuerdo y seguir cobrando los beneficios que le daba el gobierno.

## Crítica

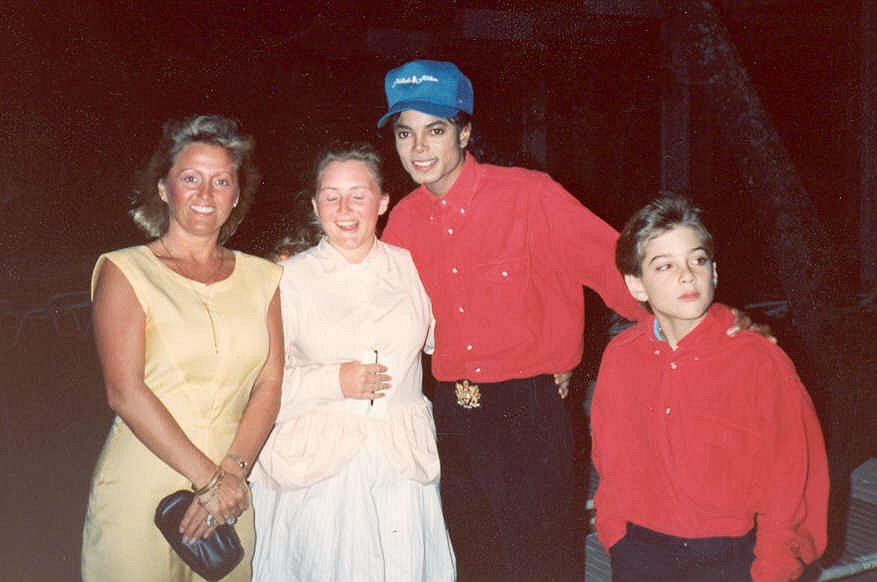
Jackson con James Safechuck (a la derecha) en Hawái en enero de 1988

En enero de 2019, la familia de Michael Jackson emitió un comunicado de prensa en el que condenaba la película y dijo: "Los dos acusadores declararon en 2005 bajo juramento que estos eventos nunca ocurrieron. No han proporcionado evidencia independiente ni pruebas en apoyo de sus acusaciones". A pesar de las protestas de los fanáticos de Jackson, el Festival de Cine de Sundance emitió una declaración de que no retiraría la película. En el estreno de Sundance, Robson y Safechuck recibieron una gran ovación. Dijeron que habían recibido amenazas de muerte por parte de varios fanes de Jackson (Moonwalkers).
En el periódico The Guardian, varios periodistas predijeron que la música de Jackson se volvería a evaluar después de la transmisión. Brian Stelter observó que el documental provocó un nuevo examen del legado de Jackson. Decenas de emisoras de radio de todo el mundo dejaron de reproducir canciones de Jackson en sus listas, incluidas las emisoras de Nueva Zelanda RNZ y NZME y las emisoras canadienses CKOI y Rythme FM. A raíz de la polémica suscitada por el documental, el episodio Stark Raving Dad, perteneciente a la tercera temporada de la serie humorística The Simpsons, cuya estrella invitada era Michael, fue eliminado de la continuidad del programa por los productores del mismo, y a día de hoy, no puede ser visionado en la plataforma Disney Plus.